# Mạng khu vực cá nhân
Mạng khu vực cá nhân (tiếng Anh: personal area network hay PAN) là một mạng máy tính dành cho các thiết bị kết nối tập trung vào một không gian làm việc của một cá nhân. PAN cung cấp truyền dữ liệu giữa các thiết bị như máy tính, điện thoại di động, máy tính bảng và thiết bị kỹ thuật số hỗ trợ cá nhân. PAN có thể được sử dụng cho liên lạc giữa các thiết bị cá nhân, hoặc để kết nối tới mạng cấp cao hơn và Internet nơi thiết bị chính đóng vai trò là gateway. PAN có thể là không dây hay mang qua các giao diện có dây như USB.
Mạng khu vực cá nhân không dây (tiếng Anh: wireless personal area network hay WPAN) là một PAN được trang bị công nghệ mạng không dây khoảng cách ngắn, năng lượng thấp như IrDA, Wireless USB, Bluetooth hay ZigBee. Tầm hoạt động của WPAN thay đổi từ vài cm đến vài mét.

## Mạng khu vực cá nhân không dây
Mạng khu vực cá nhân không dây (WPAN) là mạng khu vực cá nhân trong đó các kết nối không dây. IEEE 802.15 đã đưa ra các tiêu chuẩn cho một số loại PAN hoạt động trong băng tần ISM bao gồm Bluetooth.

### Bluetooth
Bluetooth sử dụng sóng radio tầm ngắn.